# Hazora
Hazora (uzb. cyr.: Ҳазора; ros.: Хазара, Chazara) – wieś w środkowym Uzbekistanie, w wilajecie nawojskim, w tumanie Karmana, na lewym brzegu Zarafszanu.
W pobliżu wsi znajduje się meczet Deggaron zbudowany ok. XI wieku. Chanaka meczetu składa się z kwadratowej sali z czterema przysadzistymi kolumnami, na których spoczywa dziewięć kopuł. W centrum szerokie przejście z własną kopułą. Charakterystyczna dla meczetu jest forma przestrzenna wnętrza z kolumnami, arkami żebrowanymi, stalaktytowymi żaglami i rozwidleniami systemu łuków i sklepień. Meczet zbudowano z surowej cegły a elementy nośne – kolumny, łuki i kopuły z cegły wypalanej.